# Caserne de Bådsmandsstræde

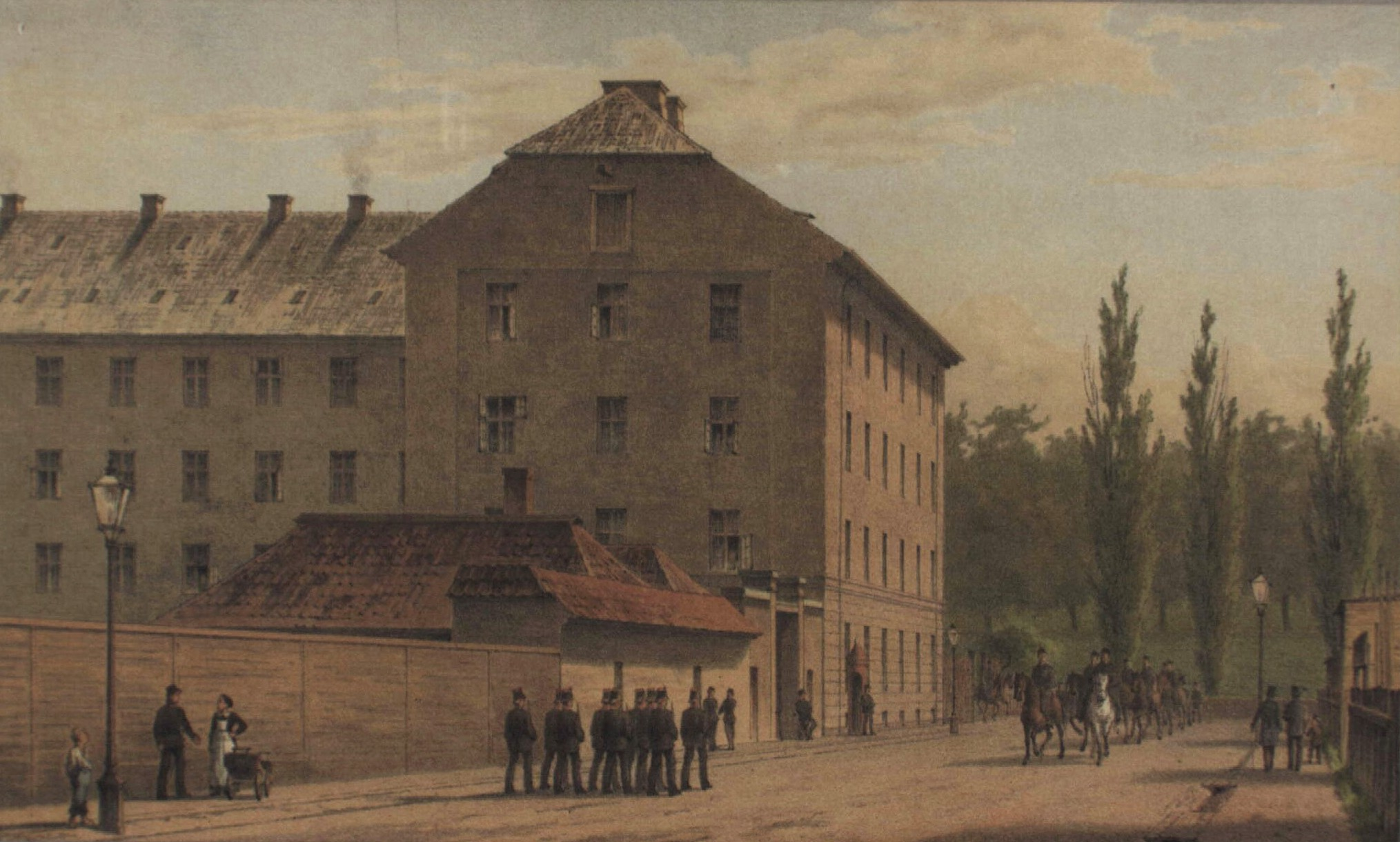
La caserne de Bådsmandsstræde peu après sa construction.

La caserne de Bådsmandsstræde, ou caserne de la princesse, est une ancienne caserne de l'armée danoise construite en 1836 à Bådmandsstræde, à Christianshavn, un quartier de Copenhague. Son emplacement est aujourd'hui occupé par le quartier autogéré de Christiania.
La caserne occupait 34 hectares limités en partie par le rempart de Christianshavn (en). La caserne proprement dite a abrité le régiment d'artillerie royal (Kongens Artilleriregiment (en)), l'école de l'intendance militaire (Hærens Materielkommando (da)), l'arsenal (Ammunitionsarsenalet (da)) et pendant une courte période la garde royale danoise (en). Elle était entourée d'autres implantations militaires, qui, comme elle, ont été démilitarisées en 1968. 

## Histoire
La zone avait déjà des fonctions militaires au XVIIe siècle, puisqu'elle abritait les magasins à poudre du rempart de Christianshavn (en). Le premier bâtiment édifié sur place est la caserne de style classique (1835-37), qui existe encore aujourd'hui sous le nom d'« Arche de la paix ». Seule la moitié du bâtiment prévu a été construite, et il est donc asymétrique.
Les autres bâtiments anciens comprennent une grange à foin des années 1830 (aujourd'hui la salle d'opéra verte) dont les écuries de 1847 sont protégées, et le laboratoire Landetaten, aujourd'hui le Dandelion, qui rappelle l'architecture austère des Indes occidentales danoises (1845-47, protégé).

## Sources et liens externes
- (da) « De parlamentariske Kommissioners Beretninger 1945 – 1956 vedrørende den tyske Besættelse 1940 – 1945: Krigsministeriet og Marineministeriet under Besættelsen, 1949 »(Archive.org • Wikiwix • Archive.is • Google • Que faire ?) (consulté le 27 juin 2014)
- (da) « Danskere henrettet efter befrielsen »(Archive.org • Wikiwix • Archive.is • Google • Que faire ?)
- (da) « Statens Arkiver »(Archive.org • Wikiwix • Archive.is • Google • Que faire ?)
- (da) « Fredningsanbefalinger fra By & Land »(Archive.org • Wikiwix • Archive.is • Google • Que faire ?) (consulté le 27 juin 2014)
- (da) « Kulturarvsstyrelsen om fredninger på Christiania »(Archive.org • Wikiwix • Archive.is • Google • Que faire ?)